# Trichostomum nervosum
Trichostomum nervosum là một loài rêu trong họ Pottiaceae. Loài này được Bruch mô tả khoa học đầu tiên năm 1829.
Danh pháp khoa học của loài này chưa được làm sáng tỏ. 